# جلعاد

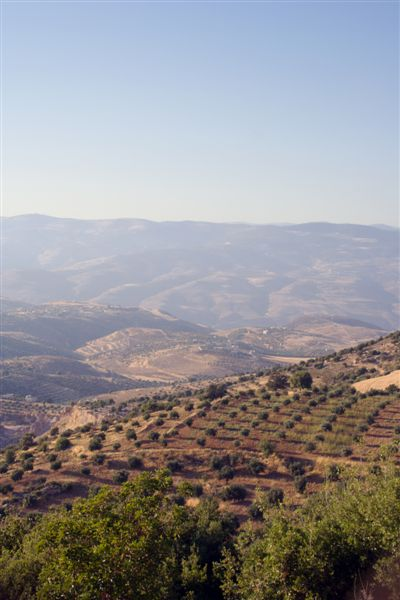
تلال جلعاد، الأردن

جلعد أو جلعاد هو اسم ثلاثة أشخاص وموقعين جغرافيين في الإنجيل. كما كان يطلق قديماً على الكتلة الجبلية الواقعة بين نهر اليرموك شمالا، ونهر الزرقاء جنوبا ونهر الأردن غرباً، وقبل ذلك كان اسم سيكوندا وهو أقدم الأسماء المعروفة للمنطقة منذ مملكة عمون. وهي الآن في المملكة الأردنية الهاشمية.

## معلومات عن القرية
تتبع القرية اداريا للواء قصبة السلط، وتعد من المناطق الخصبة والمطيرة في الأردن حيث يصل معدل الأمطار السنوي فيها إلى 700 ملم. يوجد في القرية مسجد أموي لا يزال محرابه بحالة جيدة. كما تحتوي القرية على ثلاثة ينابيع للمياه العذبة وأحدها غزيرة المياه إلى يومنا هذا.

## موقع القرية
تقع القرية على مسافة خمسة عشر كيلو متر شمال شرق مدينة السلط وتفصلها عن مركز المحافظة قرى علان وام العمد وام جوزه وزي التي تحد جلعاد من الجهة الجنوبية الغربية، ويحدها من الجنوب الرميمين المشهوره بشلالها الخلاب، ومن الشرق السليحي والرمان ومن الغرب العارضه ومن الشمال سوميا وسد الملك طلال الذي يفصلها عن برما من قرى جرش.
وتتميز جلعاد بأرضها المرتفعة والجميلة والتي تغلب على تضاريسها الطبيعة الجبلية وان تنوعت التضاريس فيها بين السهول والسفوح والاودية والتلال.
وفيها من الاحراش والغابات ما يسر الناظرين ويبهج الزائرين وغاباتها كثيفة كثيرة اشجار السنديان والبلوط والبطم والزعرور والنبق (شجر شوكي يشبه الزعرور تقريبا) وفيها الكثير من اشجار اللوز البري والخروب والزيتون والإجاص (انجاص) البري أيضا وكذلك شجر الدوم وبقايا اشجار رمان في المناطق المنخفضه وفيها نخيل قليل، وكثير من شجرها معمر. والثروة الحيوانية في جلعاد مورد رئيسي لأهلها مثل الاغنام والأبقار.

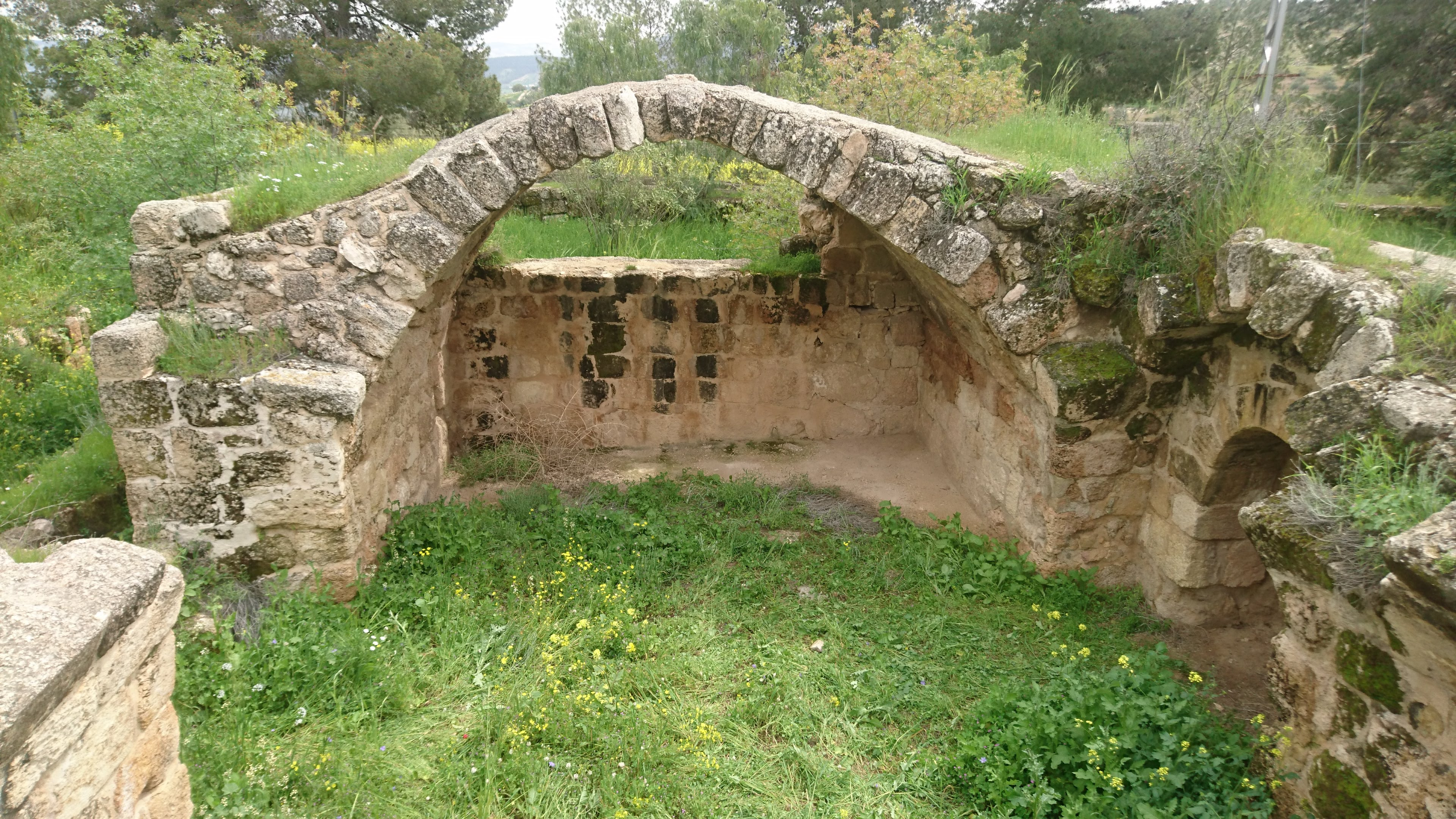
معصرة زيتون من العصر الروماني في جلعاد، محافظة البلقاء، الأردن. (1)

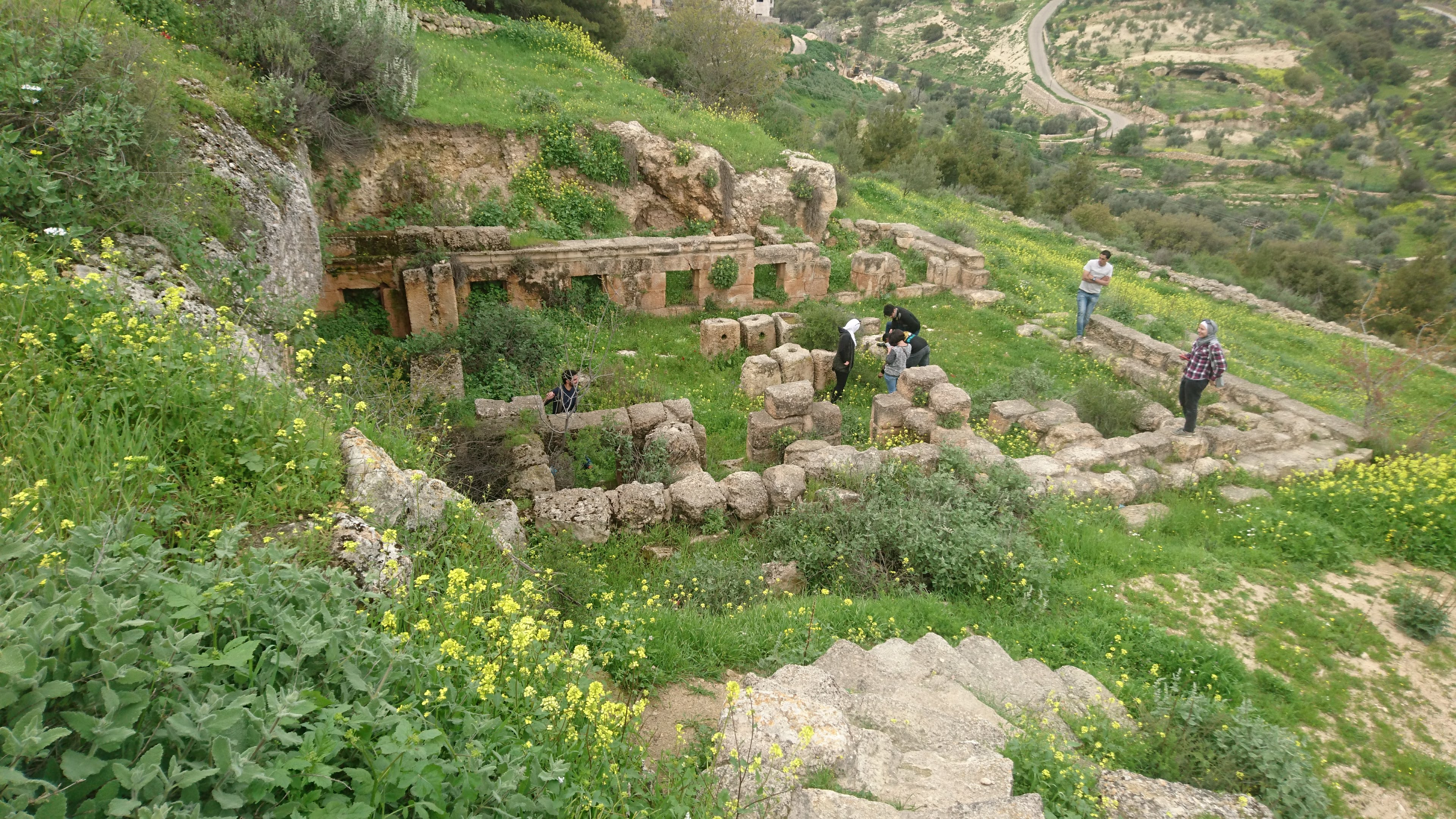
معصرة زيتون من العصر الروماني في جلعاد، محافظة البلقاء، الأردن. (2)

## أعلام
- يفتاح الجلعادي